# Setigui Karamoko
Setigui Karamoko, né le 10 octobre 1999 à Paris (France), est un footballeur français d'origine ivoirienne évoluant au poste de défenseur central au Pau FC.

## Biographie
Né à Paris, Setigui Karamoko est formé au Le Puy Foot, sans passer par un centre de formation. Défenseur central gaucher, il se distingue par sa taille (1,90 m), sa puissance physique et une bonne vitesse malgré son gabarit.

### Débuts professionnels
Karamoko commence sa carrière senior lors de la saison 2019-2020 avec l’équipe réserve de l'AS Béziers  En début d’année 2020, il fait ses débuts en équipe première, disputant deux rencontres en National .
Le 28 mai 2020, il s’engage pour une saison, avec une option pour une année supplémentaire, en faveur de l’AS Saint-Étienne. Le manager Claude Puel lui donne du temps de jeu en amical durant la pré-saison, puis il est affecté à l’équipe réserve, évoluant en National 3.

### Paris FC
Non conservé par Saint-Étienne, Karamoko rejoint en 2021 le Paris FC, où il évolue d'abord avec l'équipe réserve en National 3. En dépit de son statut amateur, il est intégré au groupe professionnel à l’été 2022 pour la préparation de la saison 2022-2023, sous les ordres de Thierry Laurey. Auteur de prestations convaincantes lors des matchs amicaux, notamment contre l’AC Ajaccio, il est retenu pour la reprise du championnat, profitant notamment de la blessure d’Ousmane Kanté, opéré du tendon d’Achille. 
Karamoko dispute sept matchs en Ligue 2 cette saison-là, dont une titularisation face au Stade Malherbe Caen le 27 août 2022.

### Expériences à l’étranger
Le 31 janvier 2023, il s'engage avec le CD Feirense, club de Liga Sabseg, la deuxième division portugaise. Il y dispute deux rencontres au cours de la phase retour.
À l’été 2023, il revient en France et signe un contrat de deux ans avec l’US Avranches, en National. Il ne prend toutefois part à aucun match officiel avec le club normand.
En janvier 2024, il rejoint le FC Bulle, pensionnaire de Promotion League, la troisième division suisse, où il joue huit matchs lors de la seconde moitié de la saison.

### Aubagne
À l’été 2024, il rejoint l'Aubagne FC, alors que le club est promu en Championnat de France de football de troisième division 2024-2025. Titulaire tout au long de la saison, il dispute 31 matchs et marque deux buts, s’imposant comme l’un des cadres de l’équipe provençale et permettant au club de se maintenir à ce niveau.

### Pau FC
Ses performances lui permettent de signer en Ligue 2 au Pau FC au début de la saison 2025-2026.

## Style de jeu
Défenseur central gaucher, Karamoko est réputé pour son impact physique, sa vitesse et son agressivité dans les duels. Il est également à l’aise dans la relance et peut se projeter offensivement. Lors de son passage en National, il inscrit un but après une course de plus de 80 mètres.

## Vie personnelle
Setigui Karamoko est né en France et possède également la nationalité ivoirienne.